# García Jiménez
García Jiménez, nazywany też García II Jiménez, gdy uznaje się go za króla (ur. ok. 835, zm. prawdopodobnie po 885) – król Pampeluny, faktyczny władca całości lub części Królestwa Nawarry za panowania Fortúna Garcésa. Założyciel dynastii Jimenez.
Był synem Jimeno, o którym nie ma bliższych informacji. Prawdopodobnie już jego ojciec władał częścią Nawarry, domeny dynastii Arista. Tytuł ten przeszedł na Garcię za panowania Garcíi Inigueza (882) lub jego syna Fortúna Garcésa (882-905), przy czym najprawdopodobniej był to rok 858. Pojawiają się teorie, że García Iniguez zmarł ok. 870 roku i do czasu wypuszczenia Fortúna Garcésa z niewoli u muzułmanów ok. 880 to García Jiménez był regentem (być może był nim jednak brat Fortúna, Sancho lub brat Garcii, Íñigo). Prapradziadkiem, pradziadkiem lub dziadkiem Garcii był zapewne Jimeno, dziadek założyciela dynastii Arista, Íñigo Aristy; przodkiem mógł też być legendarny król Sobrarbe z I połowy VIII wieku, Garcí Ximénez. Nie jest jasne, czy García Jiménez jest tożsamy z tak samo nazywającym się królem Pampeluny, poświadczonym w źródle z 828 roku.
Fortún Garcés był władcą słabym i García starał się to wykorzystać i odgrywać ważną rolę na dworze króla. Świadczy o tym ślub najstarszego syna Fortúna z córką Garcii, Sanchą. Został nazwany królem innej części Pampeluny w Roda Codex, co może świadczyć albo o silnej pozycji i znaczeniu, albo o byciu faktycznym monarchą nieokreślonego terenu. García intensywnie uczestniczył w walkach z muzułmanami w przeciwieństwie do skupionego na życiu religijnym Fortúna. W 905 roku Alfons III Wielki, król Galicji, Asturii i Leonu oraz Rajmund I, hrabia Pallars i Ribagorza sprzymierzyli się przeciw Fortúnowi. Strącili go z tronu i osadzili na nim  bardziej energicznego syna Garcii Sancha z Nawarry, pierwszego faktycznego władcy z dynastii Jimenez (panującej do 1234). Prawdopodobnie żył wówczas najstarszy syn Garcii, Íñigo, który został najpewniej królem Pampeluny. Królem lub regentem Nawarry został najmłodszy syn Garcii, Jimeno.

## Małżeństwa i potomstwo
García Jiménez był dwukrotnie żonaty. Po raz pierwszy ożenił się z Oneką Rebele z Sangüesa. Doczekał się z nią dwójki dzieci:
- Íñigo (zm. po 933), męża Sanchy Velasquez z Pampeluny (wnuczki Fortúna), nazwanego królem w Roda Codex; prawdopodobnie następcy ojca jako króla innej części Pampeluny;
- Sanchy, żony 1) Íñigo, najstarszego syna Fortuna; 2) hrabiego Aragonii Galindo II.

Po raz drugi ożenił się z Dadildis z Pallars, córkę hrabiego Pallars i Ribagorzy Rajmunda I. Doczekał się z nią dwóch synów:
- Sancho I (zm. 925), króla Nawarry od 905 do śmierci;
- Jimeno (zm. 931), regenta lub współwładcy Nawarry od 925 do 926.